# Julie Ann Emery
Julie Ann Emery (Crossville (Tennessee), 16 januari 1975) is een Amerikaanse actrice, filmregisseuse, filmproducente en scenarioschrijfster. 

## Biografie
Emery werd geboren in Crossville (Tennessee). Zij studeerde af in acteren aan de Webster Conservatory in Saint Louis (Missouri). Zij begon op zestienjarige leeftijd met acteren in lokale theaters, in 2002 begon zij met acteren voor televisie in de televisieserie The Drew Carey Show. Hierna speelde zij nog meerdere rollen in televisieseries en films.

## Filmografie

### Films
Uitgezonderd korte films.
- 2020 Teenage Badass - als Rae Jaffe
- 2020 Walkaway Joe - als Gina McCarthy
- 2019 3 Days with Dad – als Susan
- 2019 I Hate Kids – als Joanna
- 2018 Christmas on the Coast – als Drucinda Cassadine
- 2017 Gifted – als Pat Golding
- 2015 Untitled Johnny Knoxville Project – als Genevieve Knoxville
- 2014 Dakota's Summer – als Annie
- 2013 Movie 43 – als Clare
- 2012 The Letter – als Dr. Lewis
- 2012 The History of Future Folk – als Holly
- 2011 The A Plate – als Andrea Stevens
- 2008 House – als Leslie Taylor
- 2008 The Rainbow Tribe – als Lauren
- 2008 Nothing But the Truth – als agente Boyd
- 2007 Pictures of Hollis Woods – als Izzy Regan
- 2005 Snow Wonder – als Stacey
- 2005 Hitch – als Casey
- 2002 Another Pretty Face – als Libby Deco
- 2002 Reality Check – als Sal

### Televisieseries
Uitgezonderd eenmalige gastrollen.
- 2024 Star Wars: Skeleton Crew - als Hotelier - 2 afl.
- 2022 Five Days at Memorial - als Diane Robichaux - 8 afl.
- 2015-2022 Better Call Saul – als Betsy Kettleman – 5 afl.
- 2020-2021 Bosch – als agente Sylvia Reece – 10 afl.
- 2017-2019 Preacher – als Lara Featherstone – 33 afl.
- 2019 Catch-22 – als Marion Scheisskopf – 3 afl.
- 2016 Major Crimes – als Detective Stephanie Dunn – 5 afl.
- 2014 Fargo – als Ida Thurman – 4 afl.
- 2011 Suits – als Vanessa – 2 afl.
- 2011 Damages – als Tara Conway – 2 afl.
- 2009-2011 Then We Got Help! – als Emily – 20 afl.
- 2007-2008 The Riches – als Gi Gi Panetta – 4 afl.
- 2007-2008 October Road – als Christine Cataldo – 3 afl.
- 2005 Commander in Chief – als Joan Greer – 5 afl.
- 2003-2004 Line of Fire – als Jennifer Sampson – 13 afl.
- 2001-2003 ER – als ambulancemedewerkster Niki Lumley – 6 afl.
- 2002 Taken – als Amelia Keys – 2 afl.
- 2002 First Monday – als Leah Barnes – 4 afl.

### Filmproducente
- 2009-2011 Then We Got Help! – televisieserie – 20 afl.

### Filmregisseuse
- 2015 The Ghost in Your Library – film
- 2009-2011 Then We Got Help! – televisieserie – 20 afl.

### Scenarioschrijfster
- 2009-2011 Then We Got Help! – televisieserie – 18 afl.

- Library of Congress Control Number: no2015123678
- Virtual International Authority File: 264144647702216685112
- WorldCat: E39PBJht7pxvk8KHJhYBj8wXBP